# Уокер, Джессика
Дже́ссика Сама́нта Уо́кер (англ. Jessica Samantha Walker; 24 июня 1990, Брайтон) — британская гребчиха-байдарочница, выступает за сборную Великобритании начиная с 2008 года. Участница трёх летних Олимпийских игр, серебряная и дважды бронзовая призёрка чемпионатов Европы, победительница многих регат национального и международного значения.

## Биография
Джессика Уокер родилась 24 июня 1990 года в городе Брайтон графства Восточный Суссекс. Активно заниматься греблей начала с раннего детства, проходила подготовку в Лондоне в столичном королевском каноэ-клубе.
Благодаря череде удачных выступлений удостоилась права защищать честь страны на летних Олимпийских играх 2008 года в Пекине. Стартовала в зачёте двухместных байдарок на дистанции 500 метров вместе с напарницей Анной Хеммингс, тем не менее, они не сумели преодолеть даже предварительный квалификационный этап, где финишировали последними девятыми.
Первого серьёзного успеха на взрослом международном уровне добилась в сезоне 2009 года, когда попала в основной состав британской национальной сборной и побывала на чемпионате Европы в немецком Бранденбурге, откуда привезла награду бронзового достоинства, выигранную в программе четырёхместных экипажей на двухсотметровой дистанции. Находясь в числе лидеров гребной команды Великобритании, благополучно прошла отбор на домашние Олимпийские игры 2012 года в Лондоне. В одиночках на дистанции 200 метров дошла до главного финала «А» и показала на финише седьмое время, тогда как в четвёрках на пятистах метрах совместно с Рейчел Коуторн, Анджелой Ханной и Луизой Соуэрс стала в финальном заезде пятой.
После лондонской Олимпиады Уокер осталась в основном составе британской национальной сборной и продолжила принимать участие в крупнейших международных регатах. Так, в 2014 году она выступила на европейском первенстве в Бранденбурге, где стала бронзовой призёркой в двойках на двухстах метрах. Два года спустя на чемпионате Европы в Москве добавила в послужной список серебряную награду, полученную двухсотметровой программе одиночных байдарок. В 2016 году также отправилась представлять страну на Олимпийских играх в Рио-де-Жанейро. В одиночках на двухстах метрах с пятого места квалифицировалась на предварительном этапе, затем финишировала четвёртой на стадии полуфиналов и заняла седьмое место в утешительном финале «Б». В четвёрках на пятистах метрах вместе с Рейчел Коуторн, Ребии Симон и Луизой Гурски была пятой в предварительном квалификационном заезде, разделила второе место с канадским экипажем в полуфинальной стадии и наконец в главном финале «А» пришла к финишу предпоследней седьмой.